# فؤاد مخزومي
فؤاد مخزومي (1952 -)، رجل أعمال وسياسي لبناني. فاز في الانتخابات التشريعية اللبنانية لعام 2018 عن دائرة بيروت الثانية ونال 11346 صوتًا من أصل 15773، وهو مجموع ما نالته لائحة لبنان حرزان التي ترشح عنها. يعتبر من النواب المستقلين في المجلس الحالي.
وفي نطاق الانتخابات اللبنانية 2025، قبل انعقاد الاستشارات النيابية لاستكمال بناء السلطة، أصدرت قوى المعارضة اللبنانية بيانًا أعلنت فيه دعمها لمخزومي، حيث وقع على البيان 31 نائبًا من مختلف التكتلات المعارضة، بما في ذلك نواب من القوات اللبنانية، الكتائب، إضافة إلى نواب مستقلين وتغييريين، وأعضاء من كتلة التجدد التي ينتمي إليها مخزومي.
لكن في 13 يناير 2025، أعلن مخزومي عبر حسابه على منصة إكس عن انسحابه من الترشح إلى رئاسة الحكومة، وكتب: "أعلن انسحابي من الترشح الى رئاسة الحكومة، لأفسح المجال للتوافق بين كل من يؤمن بضرورة التغيير حول اسم القاضي نواف سلام، شاكرًا الزملاء والقوى السياسية الذين منحوني الدعم والثقة".

## عن حياته
ولد في بيروت في العام 1952 ودرس فيها حيث تلقى تعليمه في الانترناشيونال كولدج إلى أن تخرج منها في العام 1970. حصل على شهادتي البكالوريوس والماجستير في الهندسة الكيميائية من جامعة ميشيغان التقنية في الأعوام 1974 و1975 على التوالي. وتزوج في العام 1975 من السيدة مي نعماني. رزقا بكل من تمارا، كاميليا، ورامي، ابنه الأكبر الذي ولد في 31 تشرين الأول عام 1977، وتوفي في 23 نيسان2011 عن عمر يناهز 33 عامًا.

## حياته المهنية
بدأ العمل في عام 1975 في السعودية، وفي عام 1984 اشترى شركة قابضة تحت اسم "فيوتشر مانجمانت هولدينغ"، والتي تعرف اليوم باسم "فيوتشر غروب هولدنغز"، بالإضافة إلى تأسيس شركة المستقبل للأنابيب والتي ترأسها بين عامي 1986 و2003، ومن ثم عاد وترأسها في العام 2011 وفي عام 2004 أسس حزب الحوار الوطني الذي يترأسه. قام فؤاد مخزومي في العام 1997 بإنشاء مؤسسة مخزومي وهي مؤسسة غير ربحية تهدف لتنمية المجتمع المدني في لبنان في مجالات التدريب المهني، الرعاية الصحية، برامج القروض الصغيرة، وغيرها من الميادين.

## الجوائز[4]
- في العام 2013: تم منحه وسام الاستحقاق من الجمهورية الايطالية برتبة كومندور.
- في العام 2014: نال جائزة Socrates Oxford السنوية التي تمنحها جمعية الأعمال الأوروبية (EBA) في فيينا.
- في العام 2015: تلقى جائزة سمو الشيخ عيسى بن علي آل خليفة لتكريم رواد العمل التطوعي.
- في العام 2015: جائزة جمعية غرف التجارة والصناعة لدول البحر الابيض المتوسط (ASCAME).
- في العام 2016: تلقى دكتوراه فخرية في الآداب الإنسانية من الجامعة اللبنانية الاميركية في بيروت.[8]
- في العام 2016: تلقى جائزة السلام للاعمال العالمية والتواصل بين الديانات في ريو دي جانيرو.

## القوانين المقترحة
في 17 تموز 2018، انتخب البرلمان الجديد لجانه النيابية، حيث برز اسم النائب فؤاد مخزومي كعضو في لجنة الأشغال العامة والنقل والطاقة والمياه.
- في العام 2018: لا قوانين مقترحة.

## أنظر أيضًا
- فؤاد مخزومي على موقع إكس
- مخزومي أطلق لائحة لبنان حرزان
- صناعات الأنابيب المستقبلية